# لیسمن (آلاباما)
لیمن (به انگلیسی: Lisman) شهری در شهرستان چوکتا ایالت آلاباما است که مساحت آن ۶٫۷ کیلومتر مربع است و در سرشماری سال ۲۰۱۰ میلادی، ۵۳۹ نفر جمعیت داشته و تراکم جمعیتی آن، ۸۰٫۴۵ نفر در هر کیلومتر مربع بوده‌است.